# Plebicula mutchuiana
Plebicula mutchuiana är en fjärilsart som beskrevs av Arthur Francis Hemming. Plebicula mutchuiana ingår i släktet Plebicula och familjen juvelvingar. Inga underarter finns listade i Catalogue of Life.